# Порто-Вальтравалья
Порто-Вальтравалья (итал. Porto Valtravaglia) — коммуна в Италии, располагается в провинции Варесе области Ломбардия.
Население составляет 2385 человек, плотность населения составляет 159 чел./км². Занимает площадь 15 км². Почтовый индекс — 21010. Телефонный код — 0332.
В коммуне 15 августа особо празднуется Успение Пресвятой Богородицы.